# Urgleptes nanus
Urgleptes nanus är en skalbaggsart som först beskrevs av Julius Melzer 1934.  Urgleptes nanus ingår i släktet Urgleptes och familjen långhorningar. Inga underarter finns listade i Catalogue of Life.